# Riacho de Santo Antônio
Riacho de Santo Antônio è un comune del Brasile nello Stato del Paraíba, parte della mesoregione di Borborema e della microregione del Cariri Oriental.